# 東京アールアンドデー
株式会社東京アールアンドデー（とうきょうアールアンドデー、東京R&D）は、自動車・メカトロニクス・複合材料などの研究開発を行う企業である。本社を東京都千代田区に置く。

## 概要
量産車・競技用車両・関連部品などの研究開発・設計・試作や、カドウェルなどのレーシングカーの開発、スポーツ用品の開発など幅広い活動を行っている。1998年には、長野オリンピックのスピードスケート・男子500mで、清水宏保が同社製のスケート靴を使用し金メダルを獲得した。また、スポーツカーVEMACの輸入・販売も行っている。電気自動車をはじめとする電動車両の開発に取り組み、東日本旅客鉄道（JR東日本）気仙沼線BRT用電気バス（e-BRT）を開発した実績などを有する。
なお同社のレース部門の子会社であったR&D SPORTは、2008年3月末に資本関係を解消して独立しており、現在は全く関係はない。以後も一部のカテゴリ向けに車両の開発・供給を続けているが、Formula Beat用車両の供給については2023年5月末を持ってイケヤフォーミュラに移管した。

## 沿革
- 1981年（昭和56年）- 童夢の主要メンバーだった三村建治、小野昌朗、入交昭廣らが独立して東京R&D設立。業務内容は量産車両の車体関係のスタイリング、設計、試作。
- 1982年（昭和57年）- レーシングカーの研究開発事業を開始。
- 1983年（昭和58年）- オートバイ用オーディオシステム、農機具の開発。
- 1984年（昭和59年）- 炭素繊維強化樹脂等の先進複合材料応用技術、および電気自動車の自主開発に着手。コンセプト電気バイク、メカトロニクス機器の開発事業を開始。スクリュータイプコンプレッサーの開発。
- 1985年（昭和60年）- グループCレーシングカーの開発開始。
- 1986年（昭和61年）- 鈴鹿事業所を開設。4輪電気自動車の開発に着手。車両事業部、メカトロニクス事業部、コンポジット事業部、レース事業部を開設。
- 1987年（昭和62年）- 厚木市金田（現・空力研究所）に事業所を開設。コンポジット事業部を移設。
- 1990年（平成2年）- 東山田事業所、新横浜事業所、EV事業部を開設。スクリーンクラフト事業部、メカトロニクス事業部を移設。電気自動車「NAV」発表。
- 1991年（平成3年）- 3次元CAD「IBM CATIA」を導入。平塚事業所を開設。コンポジット事業部を移設。慶應義塾大学・東京電力と共同で開発した電気自動車「IZA」を発表。R&D SPORT設立。
- 1992年（平成4年）- EV、メカトロニクス両事業部を「EV/システム事業部」に統合。
- 1993年（平成5年）- 厚木事業所を開設。車両事業部を移設。横浜開発研究所を横浜事業所に変更し、同時に新横浜事業所を横浜事業所に統合。
- 1994年（平成6年）- エンジン事業部を開設。スクリーンクラフト事業部を有限会社スクリーンクラフトとして分社。
- 1995年（平成7年）- 厚木市金田にエンジン試験室を開設、ダイナモ設置。
- 1996年（平成8年）- F4空力開発に着手。
- 1998年（平成10年）- EVシステム事業部を厚木事業所に移設。メカトロニクス事業部を横浜事業所に新設。
- 1999年（平成11年）- EV／システム事業部が株式会社ピューズとして独立。
- 2000年（平成12年）- VEMAC RD180発表。
- 2003年（平成15年）- 車両事業部、EVシステム事業部を「研究開発事業部」に統合。
- 2004年（平成16年）- ビーエーシー・テラシステムズと合併。府中事業所にエンベデッドシステム事業部を開設。
- 2005年（平成17年）-「ISO9001」の審査登録を達成。
- 2006年（平成18年）- 厚木市金田にエンジニアリング事業部開設。
- 2011年（平成23年）- 本社を富国生命ビル2階に移転。
- 2015年（平成27年）- 日本ハイドロシステム工業株式会社設立。
- 2016年（平成28年）- 東京アールアンドデーアジア設立。
- 2017年（平成29年）- 東レと資本提携締結。
- 2023年（令和5年）- Turingと業務提携。